# Isabel de Villamartín Thomas
Isabel de Villamartín Thomas (La Guardia, Pontevedra, 1837 - La Garriga, 1 de octubre de 1877) fue una poeta y dramaturga española de la Renaixença, que escribió en las lenguas catalana y castellana.

## Biografía y carrera
Nacida en Galicia de madre ampurdanesa, se trasladó a Cataluña a la infancia, donde residió en Barcelona y Gerona. Desarrolló su obra literaria en catalán y castellano y participó plenamente en la vida literaria de mediados del siglo XIX. Ganó la Flor Natural de los primeros Juegos Florales de Barcelona en 1859 con el romance «Clemència Isaura», y también la Viola en 1861 con «La Creu de Cristo». El romance que le trajo la Flor Natural cantaba Clemencia Isaura, la fundadora de los Juegos Florales de Tolosa, los originales, en el s. XV. Habría que esperar más de veinte años para que alguna escritora volviera a ganar un premio ordinario en los Juegos, y ninguna otra llegaría a alcanzar la maestría en la Gay Saber.
Su primer poema publicado fue en castellano: «Pembé-haré. Oriental»(1856, Gerona). Obras suyas en catalán fueron incluidas en dos antologías poéticas de la Renaixença, los volúmenes Los trobadors nous (1858) –el soneto «Als estels» y una evocación de Jaime I, «La veu profètica»–, y Los trobadors moderns (1859) –el poema «A Catalunya» y en el que recuerda su país de origen y canta la historia y la industria catalanas. También participó en el Calendari Català (Calendario Catalán). Publicó el poema «La desposada de Déu» (1862) en catalán, y Horas crepusculares (1865) y La envidia y la caridad (1872), en castellano.
Como dramaturga, estrenó en el Circo Barcelonés una pieza en tres actos, Un día de lágrimas, en junio de 1859.

## Muerte
Murió en la Garriga el 1 de octubre de 1877, a los cuarenta años, a causa de una apoplejía cerebral.